# Monessen
Monessen – miasto w Stanach Zjednoczonych, w stanie Pensylwania, w hrabstwie Westmoreland. Nazwa miasta pochodzi od rzeki Monongahela i miasta Essen.

## Demografia
Według przeprowadzonego przez United States Census Bureau spisu powszechnego w 2010 miasto liczyło 13 116 mieszkańców, co oznacza spadek o 10,8% w porównaniu do roku 2000. Natomiast skład etniczny w mieście wyglądał następująco: Biali 84,1%, Afroamerykanie 10,6%, Azjaci 0,5%, pozostali 4,8%. Kobiety stanowiły 53,1% populacji.